# Sebastiana de Sáa
Sebastiana de Sáa (San Cristóbal de la Laguna, 1689 - Montevideo, 25 de abril de 1775) fue una de las primeras pobladoras de Montevideo.

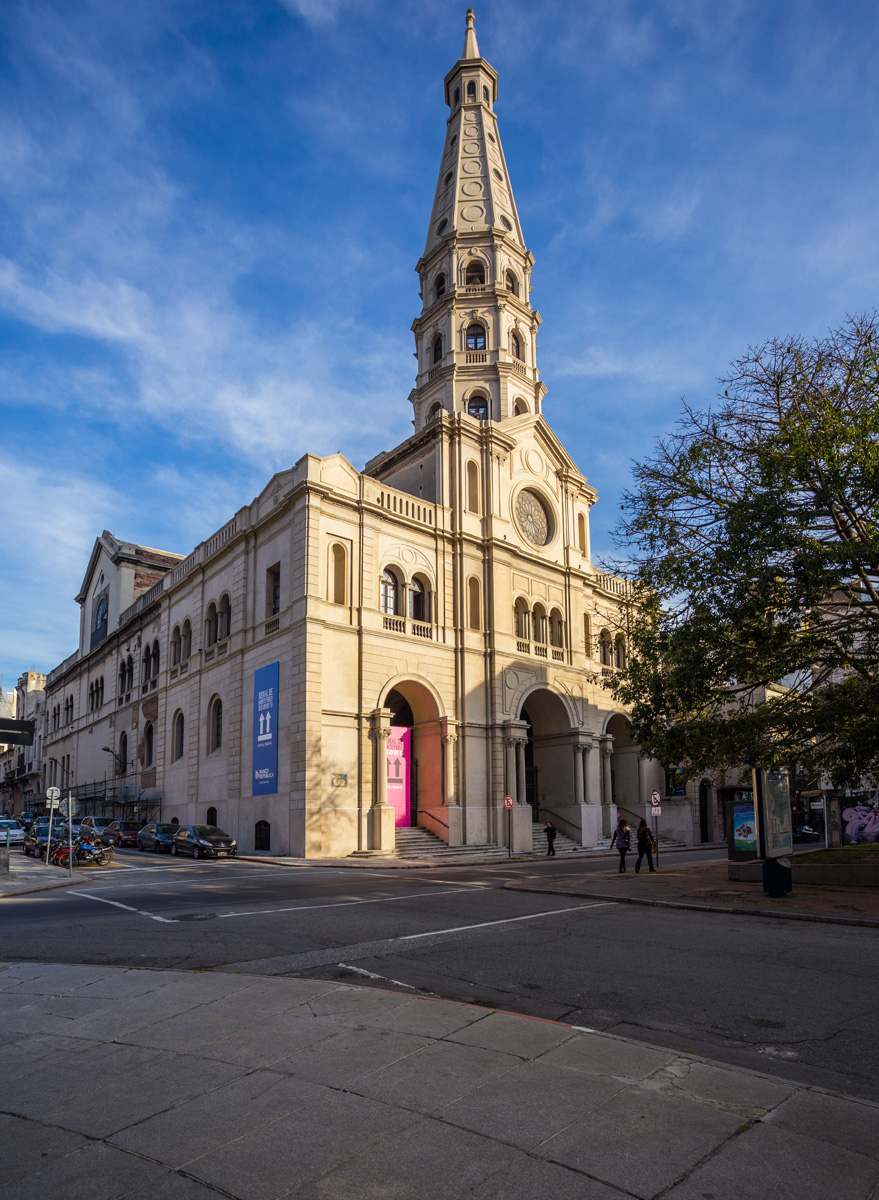
Iglesia San Francisco, Montevideo

## Biografía
Oriunda de la isla de Tenerife, formó parte del segundo contingente de la colonización canaria (1729) en Uruguay.
Su primer marido, Domingo de Chaves falleció en Canarias y ella viajó a Montevideo con sus 3 hijos menores: Victoria, Eugenio y Luis.
Al año siguiente 1730 se casa por segunda vez en Montevideo con Juan de Morales, también poblador canario, con quien no tuvo hijos. 
Al llegar recibe como merced un solar de un cuarto de manzana en la esquina de las hoy calles Cerrito y Solís, actualmente se encuentra la Iglesia de San Francisco.
Una calle en Montevideo lleva su nombre.